# Championnat d'Angleterre de football 1959-1960
Navigation
Édition précédente Édition suivante
La 61e édition du championnat d'Angleterre de football est remportée par Burnley. Le club de Burnley finit un point devant Wolverhampton Wanderers et gagne son deuxième titre de champion d'Angleterre.
Burnley se qualifie pour la coupe des clubs champions en tant que champion d'Angleterre. Wolverhampton Wanderers, vainqueur de la coupe se qualifie pour la coupe des vainqueurs de coupe. Birmingham City se qualifie pour la coupe des villes de foires.
Le système de promotion/relégation reste en place : descente et montée automatique, sans matchs de barrage pour les deux derniers de première division et les deux premiers de deuxième division. À la fin de la saison, Luton Town et Leeds United sont relégués en deuxième division. Ils sont remplacés pour la saison suivante par Aston Villa et Cardiff City.
L'attaquant anglais Dennis Viollet, joueur de Manchester United, termine meilleur buteur du championnat avec 32 buts inscrits.

## Les clubs de l'édition 1959-1960
| Club                                  | Ville         |
| ------------------------------------- | ------------- |
| Arsenal Football Club                 | Londres       |
| Birmingham City Football Club         | Birmingham    |
| Blackburn Rovers Football Club        | Blackburn     |
| Blackpool Football Club               | Blackpool     |
| Bolton Wanderers Football Club        | Bolton        |
| Burnley Football Club                 | Burnley       |
| Chelsea Football Club                 | Londres       |
| Everton Football Club                 | Liverpool     |
| Fulham Football Club                  | Londres       |
| Leeds United Football Club            | Leeds         |
| Leicester City Football Club          | Leicester     |
| Luton Town Football Club              | Luton         |
| Manchester City Football Club         | Manchester    |
| Manchester United Football Club       | Manchester    |
| Newcastle United Football Club        | Newcastle     |
| Nottingham Forest Football Club       | Nottingham    |
| Preston North End Football Club       | Preston       |
| Sheffield Wednesday Football Club     | Sheffield     |
| Tottenham Hotspur Football Club       | Londres       |
| West Bromwich Albion Football Club    | Birmingham    |
| West Ham United Football Club         | Londres       |
| Wolverhampton Wanderers Football Club | Wolverhampton |

## Classement
| Rang | Équipe                  | Pts | J  | G  | N  | P  | Bp  | Bc | Diff |
| ---- | ----------------------- | --- | -- | -- | -- | -- | --- | -- | ---- |
| 1    | Burnley                 | 55  | 42 | 24 | 7  | 11 | 85  | 61 | +24  |
| 2    | Wolverhampton Wanderers | 54  | 42 | 24 | 6  | 12 | 106 | 67 | +39  |
| 3    | Tottenham Hotspur       | 53  | 42 | 21 | 11 | 10 | 86  | 50 | +36  |
| 4    | West Bromwich Albion    | 49  | 42 | 19 | 11 | 12 | 83  | 57 | +26  |
| 5    | Sheffield Wednesday     | 49  | 42 | 19 | 11 | 12 | 80  | 59 | +21  |
| 6    | Bolton Wanderers        | 48  | 42 | 20 | 8  | 14 | 59  | 51 | +8   |
| 7    | Manchester United       | 45  | 42 | 19 | 7  | 16 | 102 | 80 | +22  |
| 8    | Newcastle United        | 44  | 42 | 18 | 8  | 16 | 82  | 78 | +4   |
| 9    | Preston North End       | 44  | 42 | 16 | 12 | 14 | 79  | 76 | +3   |
| 10   | Fulham                  | 44  | 42 | 17 | 10 | 15 | 73  | 80 | -7   |
| 11   | Blackpool               | 40  | 42 | 15 | 10 | 17 | 59  | 71 | -12  |
| 12   | Leicester City          | 39  | 42 | 13 | 13 | 16 | 66  | 75 | -9   |
| 13   | Arsenal                 | 39  | 42 | 15 | 9  | 18 | 68  | 80 | -12  |
| 14   | West Ham United         | 38  | 42 | 16 | 6  | 20 | 75  | 91 | -16  |
| 15   | Everton                 | 37  | 42 | 13 | 11 | 18 | 73  | 78 | -5   |
| 16   | Manchester City         | 37  | 42 | 17 | 3  | 22 | 78  | 84 | -6   |
| 17   | Blackburn Rovers        | 37  | 42 | 16 | 5  | 21 | 60  | 70 | -10  |
| 18   | Chelsea                 | 37  | 42 | 14 | 9  | 19 | 76  | 91 | -15  |
| 19   | Birmingham City         | 36  | 42 | 13 | 10 | 19 | 63  | 80 | -17  |
| 20   | Nottingham Forest       | 35  | 42 | 13 | 9  | 20 | 50  | 74 | -24  |
| 21   | Leeds United            | 33  | 42 | 12 | 10 | 20 | 65  | 92 | -27  |
| 22   | Luton Town              | 30  | 42 | 9  | 12 | 21 | 50  | 73 | -23  |

|  | Champion d'Angleterre |
|  | Relégation            |

## Affluences
| #  | Club                    | Stade            | Affluence moyenne sur la saison | Variation |
| -- | ----------------------- | ---------------- | ------------------------------- | --------- |
| 1  | Tottenham Hotspur       | White Hart Lane  | 47 948                          | + 18,5 %  |
| 2  | Manchester United       | Old Trafford     | 47 288                          | - 11,2 %  |
| 3  | Everton                 | Goodison Park    | 40 788                          | + 4,1 %   |
| 4  | Chelsea                 | Stamford Bridge  | 39 423                          | - 3,5 %   |
| 5  | Arsenal                 | Highbury         | 39 341                          | - 13 %    |
| 6  | Wolverhampton Wanderers | Molineux Stadium | 36 244                          | - 5,7 %   |
| 7  | Newcastle United        | St James' Park   | 36 037                          | - 8,7 %   |
| 8  | Manchester City         | Maine Road       | 35 637                          | + 8,6 %   |
| 9  | Sheffield Wednesday     | Hillsborough     | 32 034                          | D2        |
| 10 | Fulham                  | Craven Cottage   | 30 271                          | D2        |
| 11 | West Ham United         | Upton Park       | 28 554                          | - 4 %     |
| 12 | West Bromwich Albion    | The Hawthorns    | 27 461                          | - 12,5 %  |
| 13 | Blackburn Rovers        | Ewood Park       | 13 513                          | - 10,6 %  |
| 14 | Birmingham City         | St Andrew's      | 27 072                          | + 1,4 %   |
| 15 | Burnley                 | Turf Moor        | 26 978                          | + 13,7 %  |
| 16 | Nottingham Forest       | City Ground      | 26 739                          | - 6,9 %   |
| 17 | Bolton Wanderers        | Burnden Park     | 25 998                          | - 6 %     |
| 18 | Leicester City          | Filbert Street   | 25 399                          | - 8,8 %   |
| 19 | Preston North End       | Deepdale         | 24 552                          | + 9,4 %   |
| 20 | Leeds United            | Elland Road      | 21 877                          | - 12,2 %  |
| 21 | Blackpool               | Bloomfield Road  | 21 783                          | + 4,4 %   |
| 22 | Luton Town              | Kenilworth Road  | 17 067                          | - 14,1 %  |

## Bilan de la saison
| Tableau d'Honneur                    |                         |
| Compétition                          | Vainqueur               |
| Championnat d'Angleterre de football | Burnley                 |
| Coupe d'Angleterre de football       | Wolverhampton Wanderers |
| Charity Shield                       | Wolverhampton Wanderers |

| Promotions et relégations |                          |
| Promus                    | Aston Villa Cardiff City |
| Relégués                  | Luton Town Leeds United  |

## Meilleur buteur
Avec 32 buts, Dennis Viollet, attaquant anglais qui joue à Manchester United, remporte son unique titre de meilleur buteur du championnat.